# Joudes
Joudes est une commune française située dans le département de Saône-et-Loire, en région Bourgogne-Franche-Comté.

## Géographie
La commune de Joudes se situe en limite de deux régions naturelles bien démarquées de par leurs géologies, leurs paysages et leurs reliefs. À l'est se trouve le Revermont, qui représente le premier chaînon du massif du Jura ; à l'ouest se trouve la plaine vallonnée de la Bresse. Le village même de Joudes ainsi que son hameau le plus important, Marciat, sont bâtis sur la partie jurassienne de la commune qui représente environ un tiers de la superficie de celle-ci. L'altitude oscille entre 225 et 445 m. À l'ouest, la plaine de Bresse forme un paysage vallonné où la présence d'eau a permis l'établissement de nombreux hameaux. Une grande partie de cette plaine est couverte de forêt. Joudes, avec les communes voisines de Champagnat et Cuiseaux, sont les seules communes de Bourgogne dont une partie de leur territoire se situe sur le massif jurassien.

## Urbanisme

### Typologie
Au 1er janvier 2024, Joudes est catégorisée commune rurale à habitat dispersé, selon la nouvelle grille communale de densité à sept niveaux définie par l'Insee en 2022.
Elle est située hors unité urbaine. Par ailleurs la commune fait partie de l'aire d'attraction de Saint-Amour, dont elle est une commune de la couronne,. Cette aire, qui regroupe 7 communes, est catégorisée dans les aires de moins de 50 000 habitants,.

### Occupation des sols
L'occupation des sols de la commune, telle qu'elle ressort de la base de données européenne d’occupation biophysique des sols Corine Land Cover (CLC), est marquée par l'importance des forêts et milieux semi-naturels (50,5 % en 2018), une proportion sensiblement équivalente à celle de 1990 (50,6 %). La répartition détaillée en 2018 est la suivante : forêts (41,7 %), prairies (36,4 %), milieux à végétation arbustive et/ou herbacée (8,8 %), terres arables (4,3 %), zones agricoles hétérogènes (3,4 %), zones urbanisées (3,3 %), espaces verts artificialisés, non agricoles (2,1 %), mines, décharges et chantiers (0,1 %). L'évolution de l’occupation des sols de la commune et de ses infrastructures peut être observée sur les différentes représentations cartographiques du territoire : la carte de Cassini (XVIIIe siècle), la carte d'état-major (1820-1866) et les cartes ou photos aériennes de l'IGN pour la période actuelle (1950 à aujourd'hui).

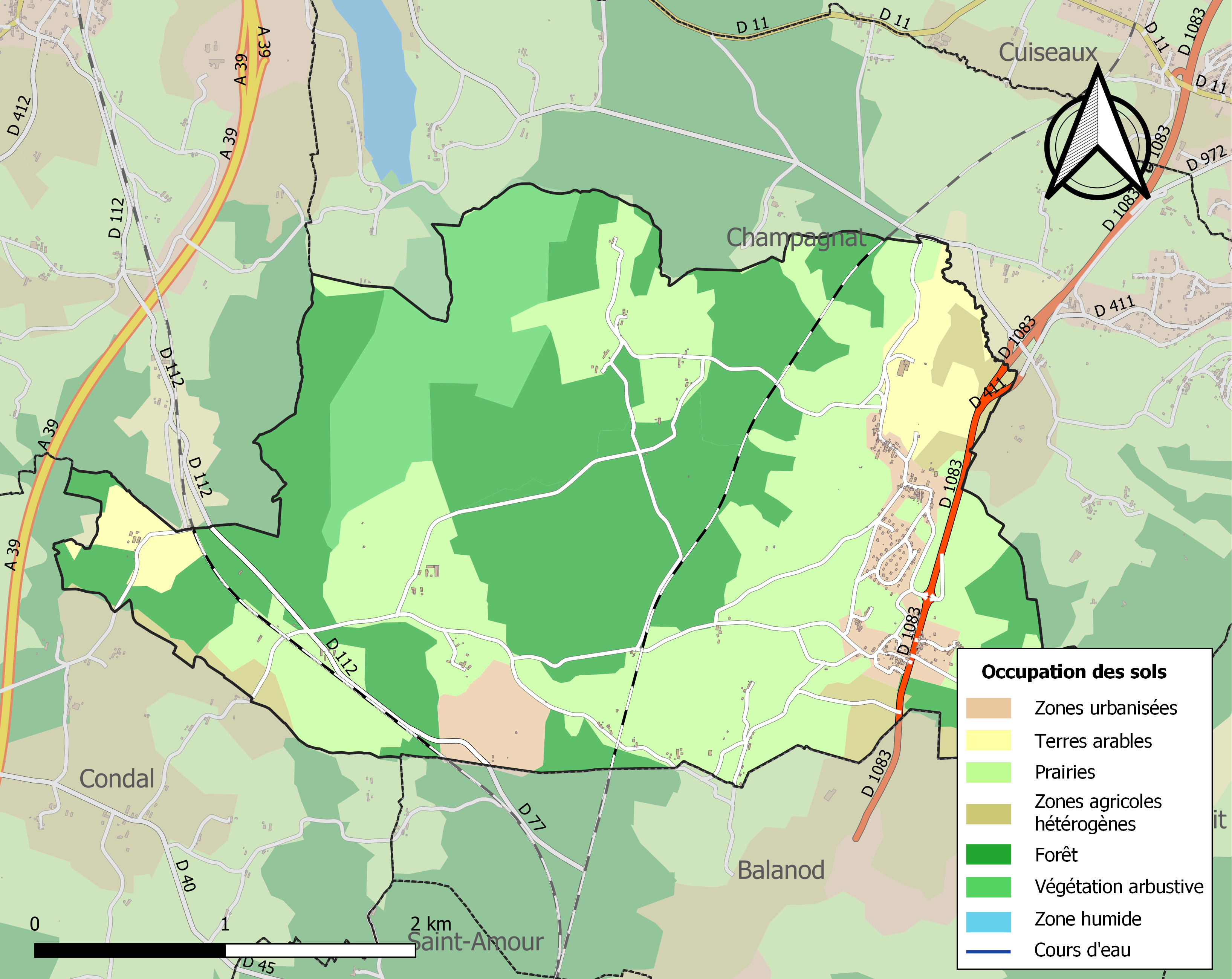
Carte des infrastructures et de l'occupation des sols de la commune en 2018 (CLC).

## Géologie

### Le secteur jurassien
Le sous-sol est composé en majorité de calcaires et de marnes du Jurassique inférieur et moyen. Les terrains les plus anciens sont représentés par des marnes argileuses du Pliensbachien (Jurassique inférieur, - 180 millions d'années) au lieu-dit la Condemine et au nord du château des Charmeilles. Au-dessus de ces couches riches en fossiles de bélemnites, se trouvent les marno-calcaires du Toarcien, où abondent les restes fossilisés des mers jurassiques (ammonites, gastéropodes, bélemnites). De bons affleurements étaient visibles par le passé aux Teppes de Soupas, au nord-est de la commune.
Surmontant ces marnes à la couleur bleue caractéristique, on découvre l'épaisse série de calcaire jaune de l'Aalénien et du Bajocien. Des carrières de petite taille sont encore bien visibles au-dessus du hameau de Cherand. L'église et bon nombre de vieilles demeures du village sont construites en pierres jaunes  calcaires issues de ces excavations. On retrouve les couches du Jurassique moyen en limite de la zone de contact avec les terrains tertiaires de la Bresse dans une zone comprise entre le lieu-dit le Chevreuil et le Machin avec des calcaires marneux du Callovien très fossilifères.
En se dirigeant vers le nord, des calcaires gris et blancs datant du Jurassique supérieur (Oxfordien supérieur, -140 millions d'années) affleurent à proximité de Marciat avec de nombreuses failles. Cette bande de calcaire nous amène à l’extrême nord de la commune, où affleurent dans un synclinal crétacé des sables calcaires riches en nodules siliceux. Le Crétacé est particulièrement bien représenté sur la commune de Cuiseaux où l'on peut y découvrir un des rares affleurements de craie dans ce secteur du Jura (avec Lains à côté de Saint-Julien-sur-Suran).
Les phénomènes karstiques liés à la présence de calcaire sont visibles en différents points de la commune : source de la Rochette, perte du ruisseau des Condemines, dolines à la Ratte Passée, etc.

### Le secteur bressan
La ligne de partage  entre les terrains bressans et jurassiens passe par les hameaux de la Sablière, le Chevreuil, le Machin et au nord le lieu-dit Gratte-Loup. Dans cette étroite zone de contact se trouvent des vestiges des terrains oligocènes et miocènes très intéressants car ils correspondent à l'époque où Bresse et Jura se sont définitivement différenciés en raison de l'effondrement de plus de 1 000 m des terrains jurassiques sous la Bresse. L'Oligocène est bien visible au hameau du Chevreuil sous forme d'un conglomérat rose contenant des éléments calcaires jurassiens. Le Miocène est quant à lui représenté par des sables calcaires contenant quelques quartz (ancienne carrière dite de la Sablière).
À l'ouest immédiat de ces affleurements apparaissent les marnes et les sables du Tertiaire bressan. Ces terrains sont datés du Pliocène (2 millions d'années). Dans le détail, ces terrains sont d'une extrême variabilité mais on peut considérer sur la commune deux grands faciès : les sables dits « de Condal » et les marnes de Bresse.
Les sables de Condal sont bien visibles à la carrière de Rozière, ce sont des sables fins d'origine fluvio-lacustre. On les retrouve au lieu-dit la Laveratière, au Bourg-Neuf et à Rozière. Les marnes de Bresse sont des marnes de couleur variable (gris bleu à jaune), enrichies de graviers calcaires à l'approche de la corniche jurassienne, très imperméables, ce qui explique les nombreux cours d'eau sur cette zone. Ces marnes sont bien visibles en forêt de Trechaux. À noter que c'est dans ces marnes qu'une étude minière avait été réalisée à la fin du XIXe siècle au lieu-dit le Fond du Bief pour extraire de ces couches du kaolin. Le caractère limité de ce gisement n'a pas permis d'envisager plus sérieusement une quelconque exploitation.

### Climat
Pour des articles plus généraux, voir Climat de la Bourgogne-Franche-Comté et Climat de Saône-et-Loire.
En 2010, le climat de la commune est de type climat de montagne, selon une étude du Centre national de la recherche scientifique s'appuyant sur une série de données couvrant la période 1971-2000. En 2020, Météo-France publie une typologie des climats de la France métropolitaine dans laquelle la commune est exposée à un climat semi-continental et est dans la région climatique Bourgogne, vallée de la Saône, caractérisée par un bon ensoleillement (1 900 h/an), un été chaud (18,5 °C), un air sec au printemps et en été et des vents faibles.
Pour la période 1971-2000, la température annuelle moyenne est de 10,8 °C, avec une amplitude thermique annuelle de 17,3 °C. Le cumul annuel moyen de précipitations est de 1 210 mm, avec 13,1 jours de précipitations en janvier et 8,4 jours en juillet. Pour la période 1991-2020, la température moyenne annuelle observée sur la station météorologique de Météo-France la plus proche, « Varennes-st-sa », sur la commune de Varennes-Saint-Sauveur à 9 km à vol d'oiseau, est de 12,1 °C et le cumul annuel moyen de précipitations est de 1 043,2 mm. 
La température maximale relevée sur cette station est de 39,4 °C, atteinte le 24 août 2023 ; la température minimale est de −16,4 °C, atteinte le 20 décembre 2009,,.
Les paramètres climatiques de la commune ont été estimés pour le milieu du siècle (2041-2070) selon différents scénarios d'émission de gaz à effet de serre à partir des nouvelles projections climatiques de référence DRIAS-2020. Ils sont consultables sur un site dédié publié par Météo-France en novembre 2022.

## Toponymie

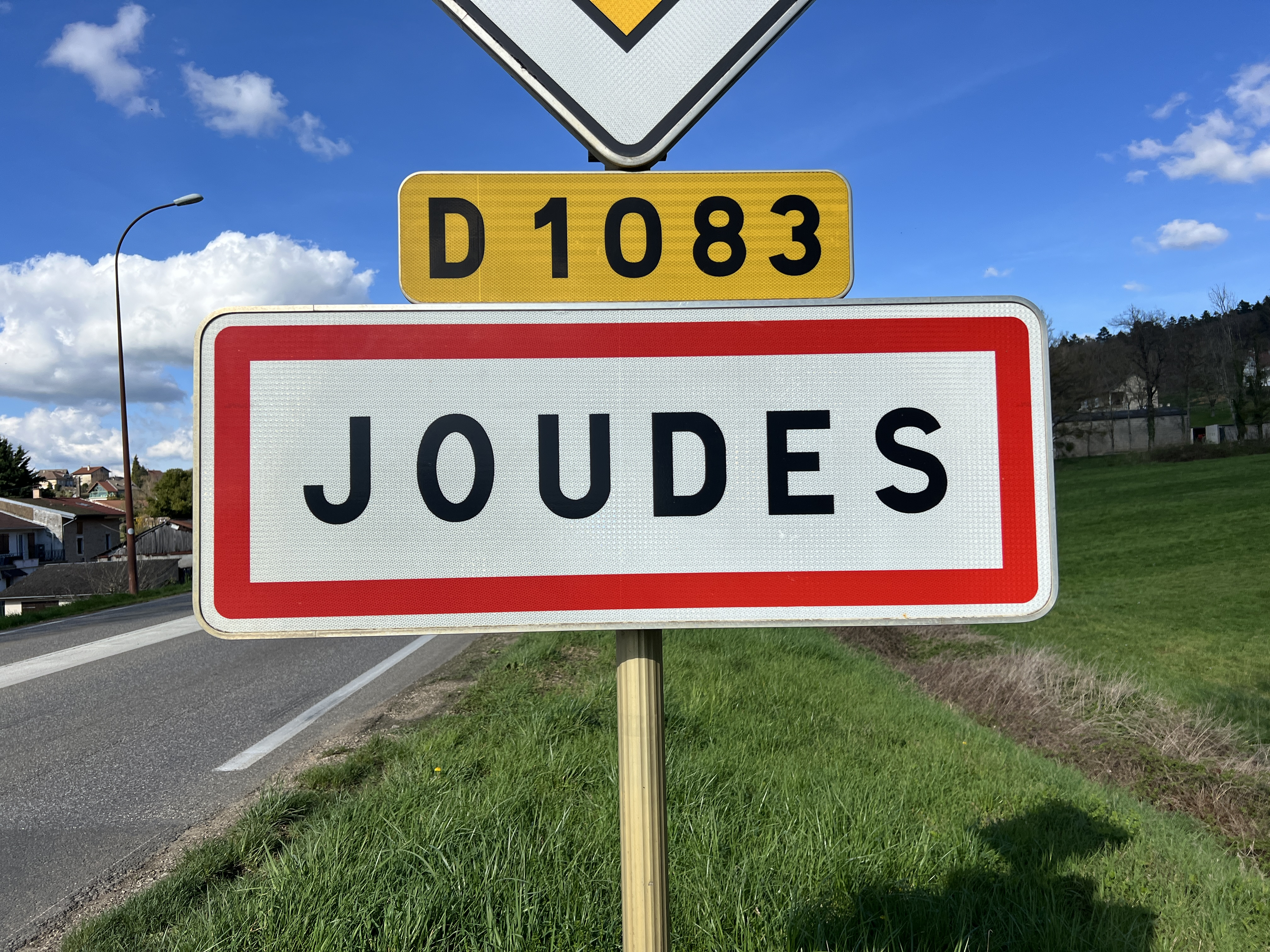
Panneau d'entrée dans le village.

Le nom du village de Joudes provient du comte de Jelde.

## Histoire
Jusqu'à la Révolution française, Joudes, localité du département de Saône-et-Loire relevant depuis 1801 du diocèse d'Autun, dépendit du diocèse de Saint-Claude (érigé en 1742).

## Politique et administration

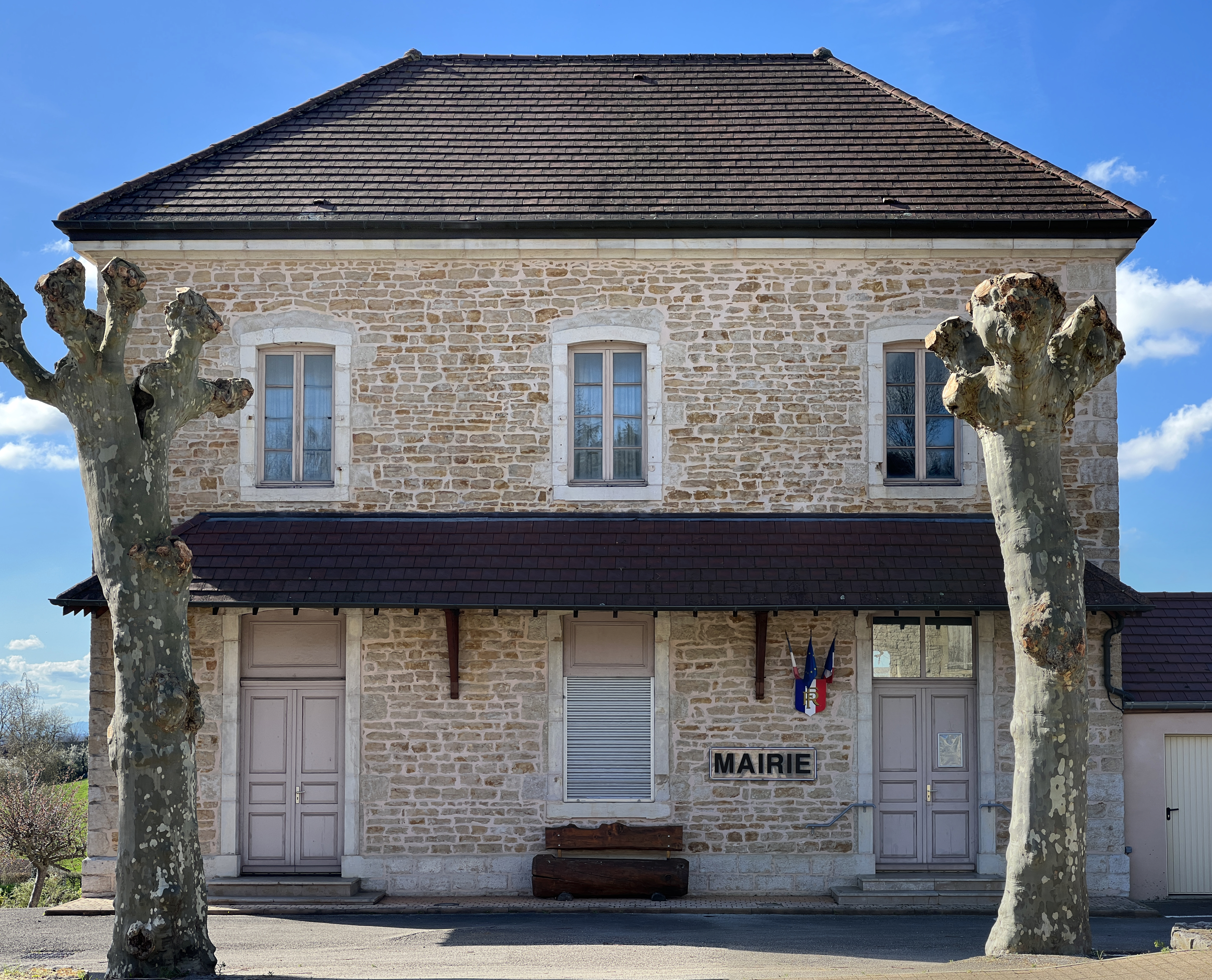
Mairie.

### Tendances politiques et résultats

#### Élections présidentielles
Le village de Joudes place en tête à l'issue du premier tour de l'élection présidentielle française de 2017, Marine Le Pen (RN) avec 31,86 % des suffrages. Mais lors du second tour, Emmanuel Macron (LaREM) est en tête avec 52,91 %.

#### Élections législatives
Le village de Joudes faisant partie de la quatrième circonscription de Saône-et-Loire, place lors du 1er tour des élections législatives françaises de 2017, Cécile Untermaier (PS) avec 33,77 % ainsi que lors du second tour avec 75,78 % des suffrages.
Lors du 1er tour des élections législatives françaises de 2022, Cécile Untermaier (PS), députée sortante, arrive en tête avec 48,37 % des suffrages comme lors du second tour, avec cette fois-ci, 56,83 % des suffrages.

#### Élections régionales
Le village de Joudes place la liste « Notre Région Par Cœur » menée par Marie-Guite Dufay, présidente sortante (PS) en tête, dès le 1er tour des élections régionales de 2021 en Bourgogne-Franche-Comté, avec 29,03 % des suffrages. Lors du second tour, les habitants décideront de placer de nouveau la liste de « Notre Région Par Cœur » menée par Marie-Guite Dufay, présidente sortante (PS) en tête, avec cette fois-ci, près de 44,90 % des suffrages. Loin devant les autres listes menées par Julien Odoul (RN) en seconde position avec 32,65 %, Gilles Platret (LR), troisième avec 15,31 % et en dernière position celle de Denis Thuriot (LaREM) avec 7,14 %. Il est important de souligner une abstention record lors de ces élections qui n'ont pas épargné Le village de Joudes avec lors du premier tour 65,86 % d'abstention et au second, 64,83 %.

#### Élections départementales
Le village de Joudes faisant partie du canton de Cuiseaux place le binôme de Frédéric Cannard (DVG) et Sylvie Chambriat (DVG), en tête, dès le 1er tour des élections départementales de 2021 en Saône-et-Loire avec 63,54 % des suffrages. Lors du second tour, les habitants décideront de placer de nouveau le binôme de Frédéric Cannard (DVG) et Sylvie Chambriat (DVG), en tête, avec cette fois-ci, près de 76,29 % des suffrages. Devant l'autre binôme menée par Sébastien Fierimonte (DIV) et Carole Rivoire-Jacquinot (DIV) qui obtient 23,71 %. Il est important de souligner une abstention record lors de ces élections qui n'ont pas épargné le village de Joudes avec lors du premier tour 65,86 % d'abstention et au second, 64,83 %.

### Liste des maires de Joudes
| Période                                  | Période   | Identité             | Étiquette | Qualité |
| ---------------------------------------- | --------- | -------------------- | --------- | ------- |
| 1947                                     | 1959      | Marcel Bouchard      |           |         |
| 1996                                     | mars 2014 | Jean-Claude Martinet |           |         |
| mars 2014                                | en cours  | Stéphane Baltes      | SE        |         |
| Les données manquantes sont à compléter. |           |                      |           |         |

## Démographie
L'évolution du nombre d'habitants est connue à travers les recensements de la population effectués dans la commune depuis 1793. Pour les communes de moins de 10 000 habitants, une enquête de recensement portant sur toute la population est réalisée tous les cinq ans, les populations de référence des années intermédiaires étant quant à elles estimées par interpolation ou extrapolation. Pour la commune, le premier recensement exhaustif entrant dans le cadre du nouveau dispositif a été réalisé en 2008.

En 2022, la commune comptait 359 habitants, en évolution de −6,51 % par rapport à 2016 (Saône-et-Loire : −1,06 %, France hors Mayotte : +2,11 %).
| 1793 | 1800 | 1806 | 1821 | 1831 | 1836 | 1841 | 1846 | 1851 |
| ---- | ---- | ---- | ---- | ---- | ---- | ---- | ---- | ---- |
| 477  | 578  | 504  | 536  | 556  | 569  | 618  | 586  | 574  |

| 1856 | 1861 | 1866 | 1872 | 1876 | 1881 | 1886 | 1891 | 1896 |
| ---- | ---- | ---- | ---- | ---- | ---- | ---- | ---- | ---- |
| 560  | 552  | 570  | 508  | 528  | 575  | 557  | 548  | 527  |

| 1901 | 1906 | 1911 | 1921 | 1926 | 1931 | 1936 | 1946 | 1954 |
| ---- | ---- | ---- | ---- | ---- | ---- | ---- | ---- | ---- |
| 506  | 490  | 490  | 413  | 405  | 391  | 377  | 383  | 377  |

| 1962 | 1968 | 1975 | 1982 | 1990 | 1999 | 2006 | 2008 | 2013 |
| ---- | ---- | ---- | ---- | ---- | ---- | ---- | ---- | ---- |
| 348  | 309  | 355  | 410  | 409  | 407  | 411  | 412  | 394  |

| 2018 | 2022 | - | - | - | - | - | - | - |
| ---- | ---- | - | - | - | - | - | - | - |
| 374  | 359  | - | - | - | - | - | - | - |

## Lieux et monuments

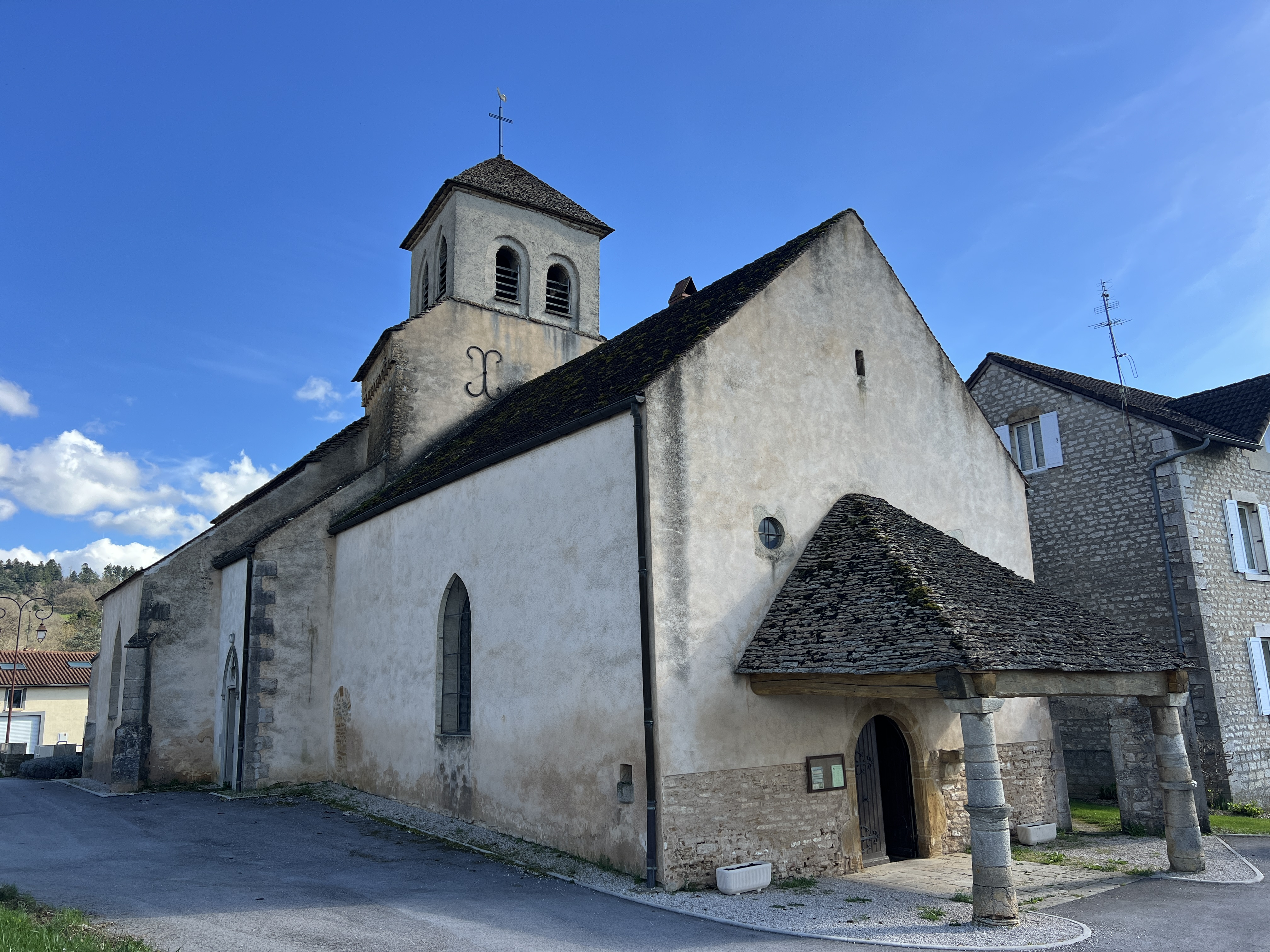
L'église Saint-Didier.

- L'église, bâtie par les moines de l'abbaye Saint-Pierre de Gigny et dont la partie la plus ancienne, du XIe siècle, sert de soubassement au clocher[22]. Cet édifice au portail protégé par un auvent (supporté par deux colonnes frustes) dispose d'un chœur polygonal s'épanouissant sur une nef plafonnée à la française. Quant aux rosaces quadrilobées qui éclairent le chevet, elles portent encore leurs verrières anciennes, représentant l'une le Christ en croix (à gauche) et l'autre Dieu le Père entouré d'anges musiciens (à droite), avec la date de 1613[23]. Cette église a pour particularité de disposer de toitures faites en laves, et a bénéficié d'interventions de réfection effectuées à la fin des années 70 et dans la décennie suivante[24].

## Pour approfondir